# Liste der Monuments historiques in Follainville-Dennemont
Die Liste der Monuments historiques in Follainville-Dennemont führt die Monuments historiques in der französischen Gemeinde Follainville-Dennemont auf.

## Liste der Bauwerke
| Bezeichnung      | Beschreibung | Standort | Kennzeichnung | Schutzstatus | Datum | Bild           |
| ---------------- | ------------ | -------- | ------------- | ------------ | ----- | -------------- |
| Kreuz            |              | (Lage)   | PA00087433    | Inscrit      | 1927  | weitere Bilder |
| Kirche St-Martin |              | (Lage)   | PA00087434    | Inscrit      | 1927  | weitere Bilder |

## Liste der Objekte

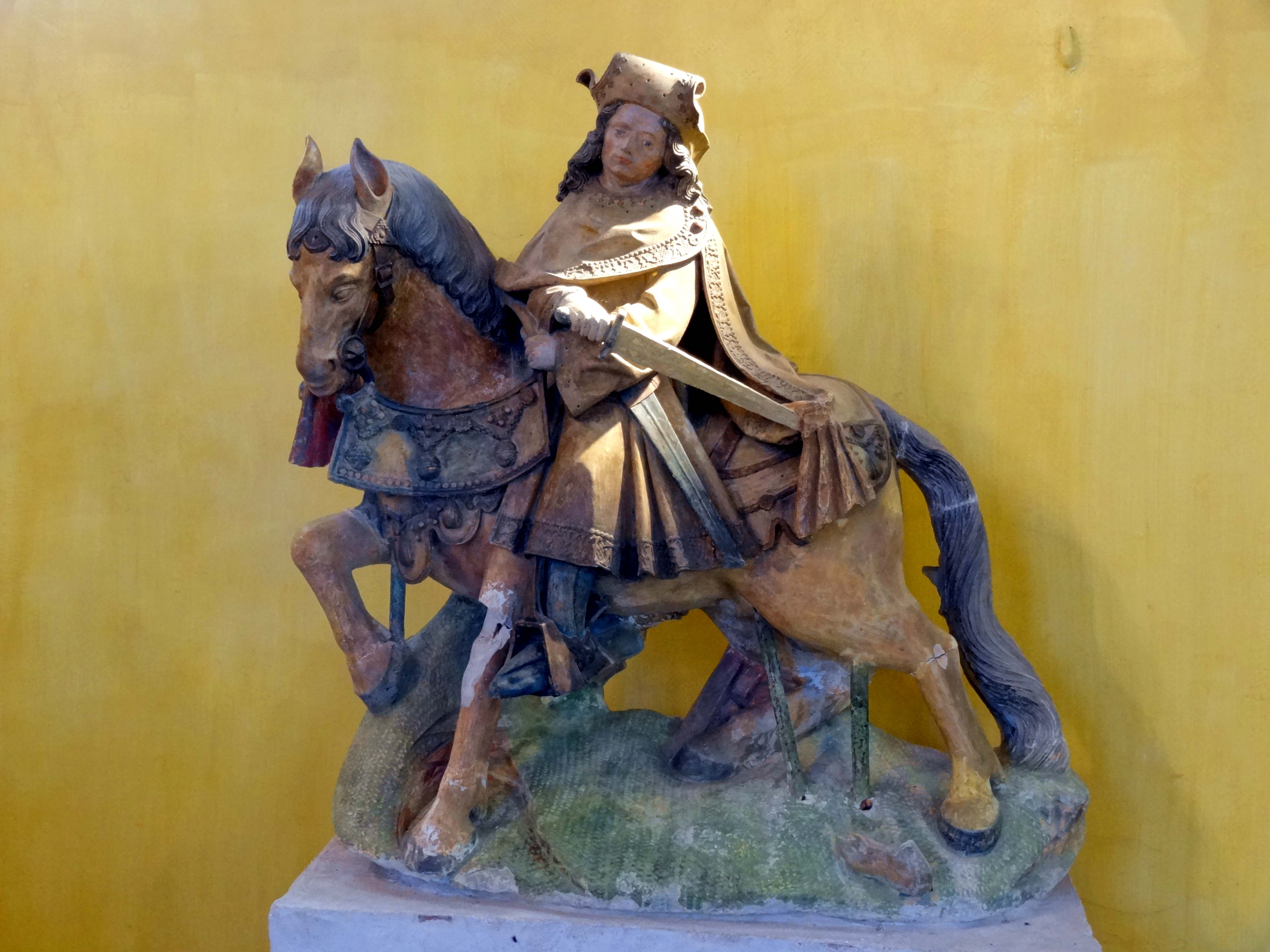
Skulptur in der Kirche St-Martin: Der heilige Martin teilt seinen Mantel

- Monuments historiques (Objekte) in Follainville-Dennemont in der Base Palissy des französischen Kultusministeriums